# Kirsten Baker
Kirsten Baker (Songnefjord, 7 de abril de 1960), es una actriz, pintora y modelo estadounidense, conocida por actuar como Terry McCarthy en Friday the 13th Part 2 en 1981, siendo una de las víctimas de Jason Voorhees.

## Biografía
Kirsten nació en 1960 en Noruega, hija de William y Sally Baker. Tiene un hermano, Clayton. A la edad de seis semanas, se mudó a California con su familia. La infancia de Kirsten transcurrió cerca de Los Ángeles. Se graduó de la escuela secundaria con una medalla de oro. En su juventud, trabajó como modelo para la agencia de modelos adolescentes de Adrian en Pasadena y la agencia de Nina Blanchard en Los Ángeles. Los directores de fotografía tampoco pudieron pasar por alto a la espectacular chica. Hizo su debut en la pantalla en 1978 en James at 16. Kirsten Baker interpretó el papel de Christina Kohlberg, una estudiante de intercambio de Suecia, con quien el personaje principal pierde la virginidad. Se le ofrecieron los papeles de ninfas sexuales en los siguientes dos proyectos. El papel más memorable de Baker fue en 1981 en la película slasher de Steve Miner Friday the 13th Part 2, donde la actriz cuenta con varios desnudos. En 1987, hizo su última aparición en la pantalla en la película Weeds, con Nick Nolte, después de lo cual se centró por completo en su carrera como modelo. En 1993, finalmente dejó este negocio. En 2010, apareció como invitada de honor en una Convención de fanáticos del cine de terror.

## Vida personal
A principios de la década de 2000, Kirsten fue sorprendida conduciendo en estado de ebriedad varias veces.
Actualmente trabaja en una galería de arte en Melrose Avenue en Los Ángeles.

## Filmografía

### Televisión
- James at 16 (1978) - Christina Kollberg (episodio: The Gift)
- Police Woman (1978) - Lori
- The Seduction of Miss Leona (1980) - Sue

### Cine
- Teen Lust (1979) - Carol
- Gas Pump Girls (1979) - June
- California Dreaming (1979) - Karen
- Cruising (1980) - Atleta
- Midnight Madness (1980) - Sunshine
- Friday the 13th Part 2 (1981) - Terry
- Please Don't Eat the Babies (1983) - Candy
- Friday the 13th: The Final Chapter (1984) - Terry (archivo)
- Weeds (1987) - Kirsten